# گرنکوت
گرنکوت (به انگلیسی: Grinkot) یک روستا در پاکستان است که در پنجاب واقع شده‌است.